# Ibb & Obb
Ibb and Obb es un videojuego de plataformas y puzles cooperativo de 2013 disponible para PlayStation 3, Nintendo Switch y Windows.

## Producción y desarrollo
El juego comenzó como el proyecto de final de carrera de Richard Boeser quien posteriormente crearía la desarrolladora Sparpweed con Roland IJzermans. Al ser una compañía muy pequeña tuvieron que colaborar con Codeglue para el apartado artístico.
Su comercialización comenzó en la feria de videojuegos más importante del mundo, el E3 2008 en Los Ángeles. Posteriormente, medios especializados valoraron su apartado artístico y el hecho de que no sea un juego cooperativo común, ya que no es un shooter. El juego empezó a producirse en 2010 pero no fue lanzado en una plataforma importante hasta la primavera 2013 para la tienda en línea de Playstation3 y en mayo de 2014 en Steam (PC). El popular youtuber sueco PewDiePie realizó un video jugando a Ibb&Obb que recibió 4 millones de visitas, lo que lanzó la popularidad del juego considerablemente.

## El juego

### Filosofía del juego
Para poder avanzar en el juego hacen falta dos jugadores, uno que encarne Ibb y otro a Obb, de color verde y rosa respectivamente. De esta forma y apoyándose el uno del otro se podrán superar los obstáculos. No tiene modo para un solo jugador ya que está diseñado para el juego de equipo. La gravedad juega un papel importante ya que esta gira en torno a una línea horizontal situada en el medio de la pantalla, de forma que la gravedad va hacia abajo por encima de la línea y hacia arriba por debajo de ella.

### Jugabilidad
Los jugadores podrán jugar tanto on-line como juego local. Los únicos movimientos que pueden ejecutar es el de caminar hacia la derecha e izquierda y saltar. La forma de resolver los puzles suele ser interactuando con elementos del juego, ya sean burbujas que te den un impulso más al salto o las puertas que hacen pasar a la otra parte de la línea de gravedad. Algunas de estas puertas solo podrán ser accedidas por el jugador que encarne a Ibb (puertas verdes) o su compañero Obb (puertas rosas). También habrá obstáculos que se deberán superar si los jugadores se sitúan sobre las dos plataformas de destrucción. Los enemigos serán erizos de color negro de distinto tamaño y que en algún caso podrán perseguir a los personajes. Para matarlos, un personaje deberá saltar sobre la parte blanca del erizo que se encuentra solo en una parte de la línea de gravedad. Cuando se mata a un enemigo se desprenden en el lado opuesto de la línea una serie de diamantes que podrá recoger el otro de los personajes durante un tiempo limitado. El objetivo del juego es recoger todos los diamantes de los 15 niveles que dispone el juego, además de los 8 niveles adicionales

## Crítica

### Medios especializados
Las críticas en los diferentes medios son generalmente buenas obteniendo un 8,3/10 en IGN y 78/100 en Metacritic aunque los usuarios de esta última página le dieron un 82. Steam califica los análisis de sus usuarios como muy positivos.
"There’s a gorgeous elegance to its simple art style, and a perfect economy to the way it uses space, both above and below ground. It’s engrossing, clever and fun." Tom Francis
"It’s a must-have for its great cooperative experience — just make sure you pick a good partner." - Kallie Plagge

### Premios
- "Winner Develop Indie Showcase award" 2013
- "Winner Cinekid New Media Jury Award" 2013
- "Winner Indiecade design innovation award" 2008[7]
- "Nomination SXSW Gamers Voice Award" 2014
- "Nomination Dutch Game Awards Best Entertainment Game" 2013
- "Nomination Dutch Game Awards Best Entertainment Game Design" 2013
- "Nomination Amaze trophy" 2012